# Michael Zisser
Michael Zisser (* 5. Oktober 1966) ist ein ehemaliger österreichischer Fußball-Nationalspieler.
Bis 1991 spielte der Verteidiger bei seinem Stammverein GAK. Von 1991 bis 1993 spielte er für VfB Mödling und in dieser Zeit schaffte er auch als erster Spieler des Vereins den Sprung ins österreichische Nationalteam. Beim WM-Qualifikationsspiel gegen Finnland 1993 schoss er in seinem einzigen Länderspiel in der Schlussminute das Ehrentor zum 1:3 für das ÖFB-Team. Im selben Jahr  wechselte der Verteidiger zu Rapid, wo er sich allerdings nicht durchsetzen konnte und so ging sein Weg der umgekehrten Reihenfolge zurück zum VfB und 1995 zum GAK. 1998 wechselte Michael Zisser in die steirische Landesliga zum TSV Hartberg, nach nur einem Jahr ging er noch zum Kärntner Regionalligaklub SV Spittal/Drau, wo er bis zur Winterübertrittszeit 1999/2000 blieb. Danach kehrte er in seine steirische Heimat zurück, spielte noch bei den Klubs USV Gnas (bis Juli 2000), USV Kaindorf/Hartberg (bis Jänner 2004). Danach wechselte er zum SV Schwanberg (bis Juli 2005), ehe er (erneut) bei Kaindorf/Hartberg (bis Juli 2007) seine Spielerkarriere endgültig beendete und während dieser Phase schon ins Traineramt ging, wo er beim SK Sturm Graz bereits ab 2. Jänner 2006 die U19-Mannschaft (bis 30. Juni 2012) trainierte, danach als Co-Trainer bei der Amateurmannschaft arbeitete (12. April bis 30. Juni 2012) und zuletzt noch beim SV Allerheiligen (nahe Graz) (14. Jänner bis 29. Mai 2014) unter Vertrag stand (Quelle: transfermarkt.de).

## Persönliches
Sein Sohn Pascal (* 1992) ist ebenfalls Fußballspieler.